# Франц Мезер
Францішек Казимірович Мезер (пол. Franciszek de Mezer; 1830–1922) — київський художник та фотограф. Викладав малювання в Київському інституті шляхетних дівчат. Мав офіційний статус фотографа Університету Св. Володимира в Києві. В історію увійшов як майстер якісних знімків, видів старого Києва. В Національній науковій бібліотеці імені В. І. Вернадського зберігся альбом стародавніх фотографій Києва кінця ХІХ — початку ХХ століття.

## Біографія
Народився 1830 року на Волині. Його батько і дід займалися фарфоро-фаянсової виробництвом, їх фабрика була відома в Європі своїми виробами: камінами, посудом, кахлем. Навчався живопису в Академії мистецтв у Відні. У 1852 році приїхав до Києва з дипломом художника. Кар'єру розпочав на посаді викладача малювання в Інституті шляхетних дівчат. Закохався у вихованку інституту Аліну Адамівну, з якою згодом одружився.
На початку 1850-х у Києві відкрилося перше стаціонарне фотоательє. Мезер надзвичайно зацікавився новим видом образотворчого мистецтва. Придбав фотоапарат, штатив, скляні пластини, хімічні реактиви та почав експериментувати. З часом розробив власний стиль, опанував мистецтвом портрета, як професійний художник.
У грудні 1865 року Франц Мезер відкрив власну студію, ставши одним з піонерів київської фотографії. Розмістив свою майстерню в самому центрі міста — на розі Хрещатика і Прорізної, на першому поверсі будинку генерала Крилова. Приміщення взяв в оренду. Досить швидко фотоательє стало одним з найвідоміших в Києві.
Спочатку він пропонував клієнтам два розміри фотознімків: візитні (6 х 10) і кабінетні (11 х 16) картки. Згодом можна було замовити розкішні фотоальбоми, оправлені в шкіряні палітурки, а також подарункові книги з фотографічними видами Києва.
Знімав портрети киян та види міста. Для цього було потрібно брати купу дозволів в поліції. Одного разу Мезера відвели в поліцейську дільницю за те, що знімав еспланаду перед фортецею. Фотограф думав, що це просто красивий пустир, а жандарми вирішили, що Франц Мезер — турецький шпигун або польський диверсант. Для зйомок видів міста теж необхідно було отримати дозвіл, а ще мати і спеціальний допуск для фотографування високопоставлених осіб на церемоніях, парадах та інших масових заходах.
У 1871 році, вже через шість років після відкриття ательє, фотограф мав достатньо коштів для покупки земельної ділянки на престижному Хрещатику. Там в 1872 році Франц Казимирович почав зводити прибутковий житловий комплекс — найбільший на той час у Києві. Дорогі квартири призначалися для здачі в оренду заможнім клієнтам. Високий статус будівлі підкреслювався нечувано пишним фасадом. Житловий комплекс, що складався з шикарного чотириповерхового цегляного будинку на лінії вулиці і флігеля в глибині садиби, зводився на кредитні гроші в 100 тис. рублів. Однак коштів на закінчення будівництва не вистачило. Мезер звернувся до Товариство взаємного кредиту з проханням збільшити розмір позики, адже будинок майже готовий, але отримав відмову. Залучивши приватні кошти своїх друзів у 1873 році будівництво було завершено. У власний будинок Мезер переніс і знамените фотоательє.
Але з боргової ями Франц Мезер вибратися не зміг — невиплачених зобов'язань було набагато більше, ніж приносила здача квартир у найм. Численні кредитори подали на Мезеря позов, вимагаючи примусово стягнути з нього належні їм суми. Суд визнав фотографа неспроможним боржником. У 1874 році земельну ділянку і житловий комплекс виставили на торги. Домоволодіння придбав Полтавський земельний банк.
З 1874 по 1918 рр. — продовжував працювати у своєму фотоательє на Хрещатику. Франц Мезер залишався найпопулярнішим у Києві фотографом. Вся еліта міста прагнула зробити у нього власний портрет. На цих замовленнях маестро розбагатів, заробляючи до 40 тис. рублів на рік. І став найзаможнішим київським фотохудожником. У 1895 році Франц Казимирович відзначив 30-річчя своєї фірми. Київська преса назвала майстра останнім з могікан — єдиним з усіх київських піонерів фотографії, які продовжують працювати. Через його фотоательє на Хрещатику пройшло декілька поколінь киян. За 30 років фотограф виготовив 137 800 зображень (негативів), з яких віддрукував 1,5 млн фотографій.
У 1915 році, коли Київ став прифронтовим містом, маестро відсвяткував півстолітній ювілей свого підприємства. У 1918 році до Києва увірвалися більшовики, які оголосили фотоапарати та аксесуари до них предметами розкоші, які підлягають конфіскації. До 88-річного фотохудожника з'явилися чекісти, вилучили апаратуру і більшість безцінних негативів. Після цього Франц де Мезер закрив своє знамените підприємство. У 1922 році він помер від інфаркту.

## Громадська діяльність
- Був активним членом київського літературно-артистичного товариства. Товаришував із Лесею Українкою, Львом Шестовим, Миколою Бердяєвим.
- Неодмінний член Фотографічного відділу Київського відділення Імператорського Російського технічного товариства.

## Нагороди та відзнаки
Франц де Мезер неодноразово брав участь у міжнародних виставках. Його роботи завоювали шість золотих медалей, чотири срібні, а також безліч почесних дипломів. Він мав офіційний статус фотографа Університету Св. Володимира в Києві. За альбом з видами Києва імператор Олександр III відмітив майстра золотим годинником з ланцюжком. Його дружина імператриця Марія Федорівна — пам'ятний перстень. А племінниця Олександра II, Ольга Костянтинівна, стала дружиною короля Греції Георга І, удостоїла Франца де Мезера звання «фотограф двору Її Величності королеви еллінів».

## Київ на фотографіях Франца де Мезера

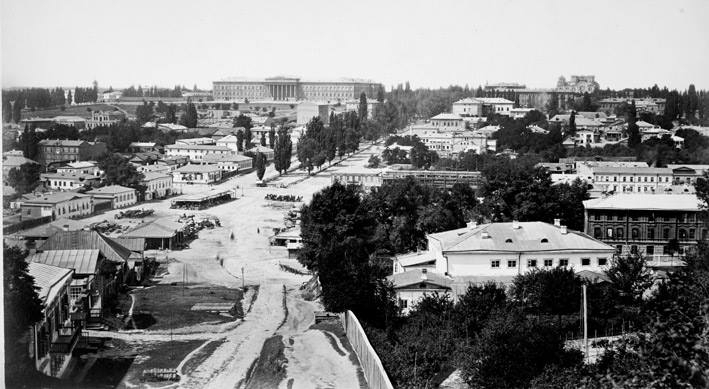
Бессарабка, Бібіковський бульвар, Університет Св. Володимира
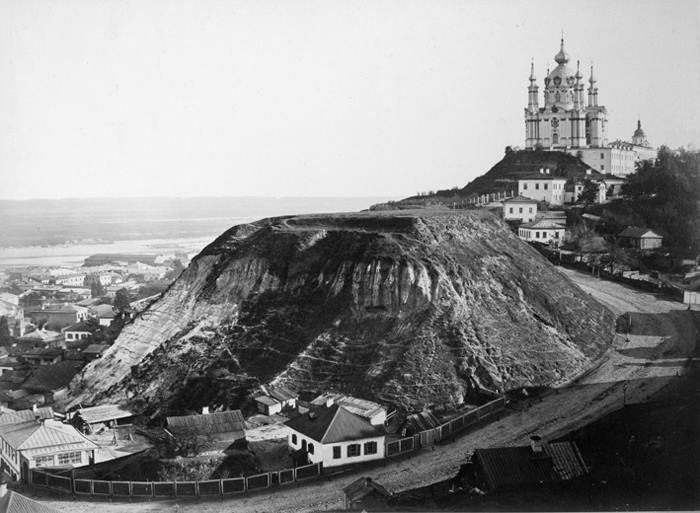
Андріївський узвіз та Андріївська церква
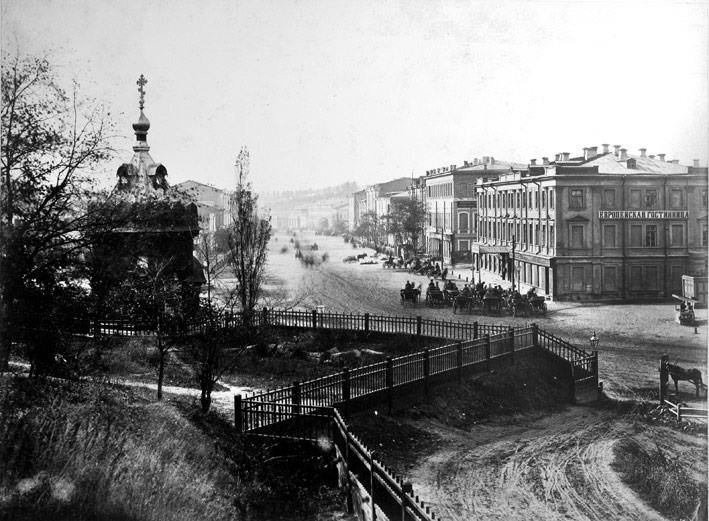
Європейська площа
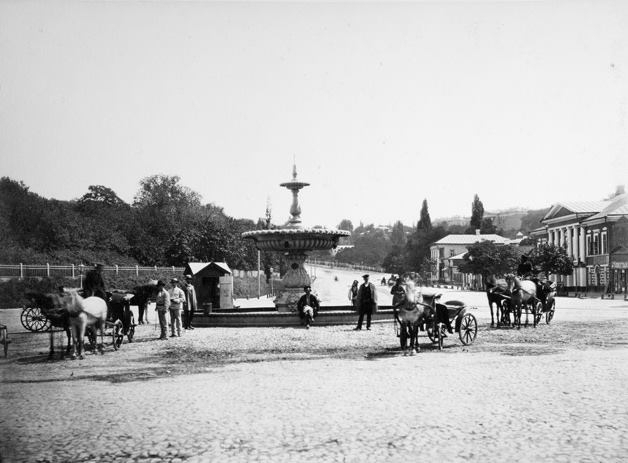
Фонтан  «Іван» на Європейській площі
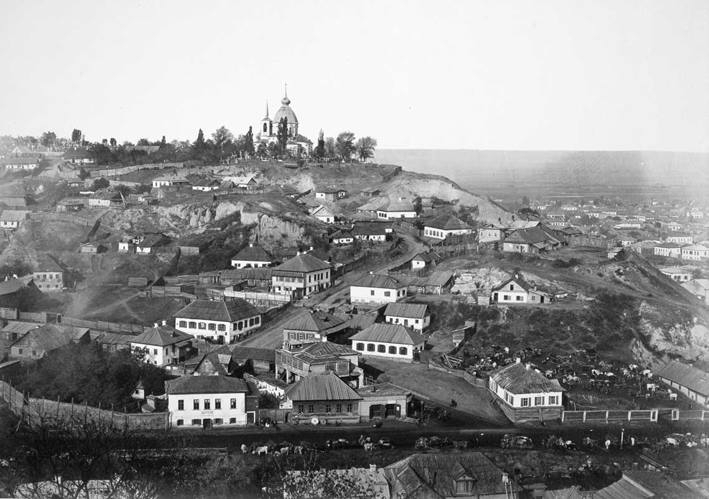
Гора Щекавиця
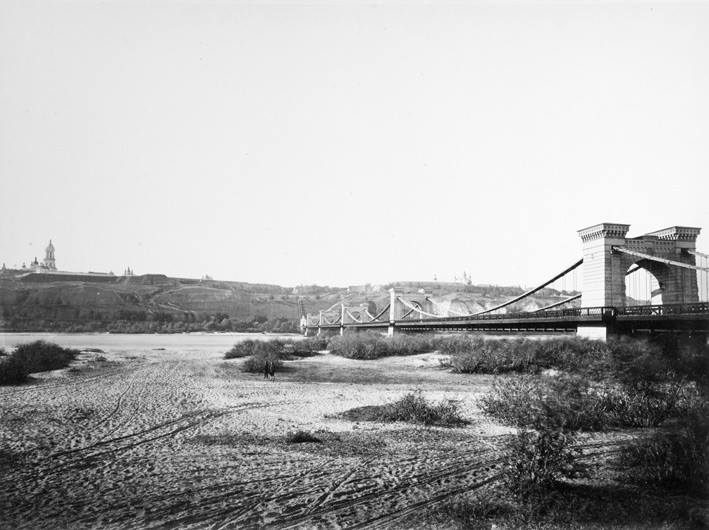
Ланцюговий міст через Дніпро